# Mardy Fish
Mardy Fish (* 9. Dezember 1981 in Edina, Minnesota) ist ein ehemaliger US-amerikanischer Tennisspieler und ehemaliger Kapitän der Davis-Cup-Mannschaft der Vereinigten Staaten.

## Karriere
Fish wurde im Alter von 18 Jahren Tennisprofi. In den ersten Jahren spielte er überwiegend kleinere Turniere, bis er 2002 zusammen mit Andy Roddick in Houston im Doppel erfolgreich war.
2003 gewann er bei den Stockholm Open seinen ersten Einzeltitel mit einem Finalsieg über den Schweden Robin Söderling. Er beendete das Jahr als Zwanzigster der Weltrangliste.
Im Jahr 2004 erreichte er die Endspiele der SAP Open in San José und der Gerry Weber Open in Halle. Im August gewann er bei den Olympischen Spielen in Athen für die USA die Silbermedaille, als er im Finale dem Chilenen Nicolás Massú unterlag. Weitere Erfolge blieben in dieser und auch in der folgenden Saison aus.
2006 konnte Fish dann seinen zweiten Turniersieg feiern, als er das ATP-Turnier von Houston mit einem Endspielsieg über Jürgen Melzer gewann. Zudem erreichte er in Newport, Washington und Metz jeweils das Viertelfinale.
Zu Beginn des Jahres 2007 sorgte Fish mit dem Viertelfinaleinzug bei den Australian Open für Aufsehen. Der Halbfinaleinzug in Auckland und Memphis sowie das Viertelfinale von San José waren weitere Erfolge. Nach einer halbjährigen Durststrecke erreichte er im August 2007 das Finale von New Haven, das er mit 5:7, 4:6 gegen James Blake verlor.
Am 22. März 2008 besiegte er beim Indian Wells Masters im Halbfinale Roger Federer mit 6:2 und 6:3. Das Finale verlor er gegen Novak Đoković.
Die Saison 2009 gestaltete sich mit dem Finaleinzug beim ATP-Turnier in Doha und den Siegen in Delray Beach sowie im Doppelwettbewerb des Indian Wells Masters’ zunächst äußerst erfolgreich. Nach frühen Niederlagen in den Masters-Turnieren von Paris und Rom, erreichte Fish in der Doppelkonkurrenz von Wimbledon seinen bislang größten Erfolg bei einem Grand-Slam-Turnier. An der Seite von James Blake verlor er erst im Halbfinale gegen die späteren Turniersieger Daniel Nestor und Nenad Zimonjić.
Bei der Davis-Cup-Begegnung gegen Kroatien im Juli zog er sich in der Partie gegen Marin Čilić eine Bauchmuskelverletzung zu, die seine Teilnahme an den LA Tennis Open in Los Angeles verhinderte. Bei seiner Rückkehr auf die Tour unterlag er schon in der ersten Runde der Legg Mason Tennis Classics dem Deutschen Philipp Petzschner.
Auch die US Open, bei denen er an Position 25 gesetzt war, musste er verletzungsbedingt absagen.
Die Saison 2010 begann für Fish mit einem Doppeltitel beim ATP-Turnier in San José mit seinem Landsmann Sam Querrey, als sie dort im Endspiel das deutsch-argentinische Team Benjamin Becker/Leonardo Mayer besiegten. In der Rasensaison erreichte er zweimal das Finale; im Queen’s Club unterlag er Sam Querrey mit 6:73 und 5:7, in Newport feierte Fish seinen vierten Titel auf der ATP World Tour, sein erster Einzeltitel auf Rasen. Er bezwang den Belgier Olivier Rochus im Finale in drei Sätzen. Dadurch erreichte er wieder einen Platz unter den Top 50 der Tennisweltrangliste.
Die nordamerikanische Hartplatzsaison verlief noch erfolgreicher. Fish gewann gleich das folgende Turnier in Atlanta, indem er seinen Landsmann John Isner in drei hartumkämpften Sätzen mit 4:6, 6:4 und 7:64 bezwang. Dieser Erfolg beförderte ihn 14 Plätze nach vorne auf Platz 35 des ATP-Rankings. In Washington gewann er mit Mark Knowles den Doppelwettbewerb gegen Tomáš Berdych und Radek Štěpánek. Beim Masters-Turnier in Cincinnati bestätigte Fish seine starke Form. Er erreichte das Finale und schlug auf dem Weg dahin die Top-Ten-Spieler Fernando Verdasco, Andy Roddick und Andy Murray, den er bereits zum dritten Mal in dieser Saison besiegte. Im Endspiel unterlag er dann trotz sehr guter Leistung Roger Federer, der mit 6:75, 7:61 und 6:4 knapp die Oberhand behielt. Trotz der Finalniederlage kletterte er in der Weltrangliste auf Platz 21. Nach den US Open, bei denen der als Geheimtipp gehandelt worden war, aber im Achtelfinale am späteren Finalisten Novak Đoković scheiterte, stand er erstmals seit 2004 wieder in den Top 20. Sein letztes Turnier im Jahr 2010 bestritt er in Peking, danach musste er verletzungsbedingt pausieren.
Die Saison 2011 begann zunächst bescheiden. Beim Vorbereitungsturnier in Brisbane und bei den Australian Open schied er jeweils in der zweiten Runde aus. Aber schon bei den folgenden Hartplatzturnieren in Nordamerika drang Fish weiter vor; in Memphis, Delray Beach und dem Masters-Turnier in Miami erreichte er das Halbfinale, nur in Indian Wells musste er eine überraschende Auftaktniederlage gegen den jungen Milos Raonic hinnehmen. Durch seine Ergebnisse stieß Fish erstmals in die Top Ten vor und löste Andy Roddick als Nummer 1 der US-Herren ab. Die Sandplatzsaison in Europa verlief weniger erfolgreich, allerdings konnte er in Roland Garros einen Erfolg feiern. Dort zog er erstmals in die dritte Runde ein, in der er sich dem Franzosen Gilles Simon geschlagen geben musste. Danach konnte Fish verletzungsbedingt kein Vorbereitungsturnier für Wimbledon bestreiten. Trotzdem erreichte er beim Rasenklassiker das Viertelfinale, das er gegen den späteren Finalisten Rafael Nadal verlor. Enttäuschend verlief die Davis-Cup-Begegnung gegen Spanien, als er vor heimischem Publikum beide Einzelpartien verlor und damit das Ausscheiden der USA besiegelte. Erfolgreich startete Fish im Sommer in die nordamerikanische Hartplatzsaison. In Atlanta konnte er seinen Titel verteidigen, er schlug im Finale wie im Vorjahr seinen Landsmann John Isner. Auch eine Woche später in Los Angeles erreichte er das Finale, dort unterlag er jedoch dem Letten Ernests Gulbis. Auch beim Masters-Turnier in Montreal war Fish sehr erfolgreich; bis 2011 hatte er dort noch nie die zweite Runde erreicht, diesmal drang er bis ins Finale vor, wo er dem Weltranglistenersten Đoković knapp unterlag. Damit hatte er auch beim vierten Anlauf im Finale eines Masters-Turniers das Nachsehen; allerdings verschaffte ihm die Finalteilnahme wertvolle Punkte und er egalisierte mit Weltranglistenposition 7 seine Bestmarke. In der Woche darauf erreichte er in Cincinnati das Halbfinale, das er gegen Andy Murray verlor, nachdem er im Viertelfinale Rafael Nadal hatte besiegen können. Mit diesen guten Ergebnissen gewann Fish 2011 die US Open Series – mit der höchsten Punktzahl seit deren Einführung.
Nach seinem Ausscheiden beim Miami Masters in der Saison 2012 litt Fish unter akuten Herzproblemen und Panikattacken, mehrfach musste er auf Turnierstarts verzichten. Auch 2013 litt er noch an den Folgen. Er verpasste sämtliche Grand-Slam-Turniere und trat lediglich bei fünf Events an, bei denen er insgesamt acht Partien absolvierte. In der Weltrangliste fiel er weit zurück, im September 2013 belegte er Platz 359. 2014 nahm er an keinem Turnier teil, in der Einzelrangliste wurde er nicht mehr geführt.
Im Juli 2015 kündigte er sein Karriereende nach den US Open an. Er spielte noch die Turniere in Atlanta und Cincinnati und schied dann bei den US Open in der zweiten Runde aus. Seit 2019 ist er Kapitän des US-amerikanischen Davis-Cup-Teams, für das er als Spieler insgesamt elf Begegnungen bestritten hatte.
In der Netflix-Dokumentation „Untold: Breaking Point“, die im September 2021 erschien, erzählt Fish von seiner Karriere und seinen Angststörungen.

## Erfolge
| Legende (Anzahl der Siege)                           |
| Grand Slam                                           |
| Olympische Sommerspiele                              |
| Tennis Masters Cup                                   |
| ATP Masters Series ATP World Tour Masters 1000 (1)   |
| ATP International Series Gold ATP World Tour 500 (2) |
| ATP International Series ATP World Tour 250 (11)     |
| ATP Challenger Tour (9)                              |

| Titel nach Belag |
| Hartplatz (9)    |
| Sand (3)         |
| Rasen (2)        |
| Teppich (0)      |

### Einzel

#### Turniersiege

##### ATP Tour
| Nr. | Datum            | Turnier      | Belag         | Finalgegner      | Ergebnis       |
| --- | ---------------- | ------------ | ------------- | ---------------- | -------------- |
| 1.  | 20. Oktober 2003 | Stockholm    | Hartplatz (i) | Robin Söderling  | 7:5, 3:6, 7:64 |
| 2.  | 10. April 2006   | Houston      | Sand          | Jürgen Melzer    | 3:6, 6:4, 6:3  |
| 3.  | 1. März 2009     | Delray Beach | Hartplatz     | Jewgeni Koroljow | 7:5, 6:3       |
| 4.  | 5. Juli 2010     | Newport      | Rasen         | Olivier Rochus   | 5:7, 6:3, 6:4  |
| 5.  | 25. Juli 2010    | Atlanta (1)  | Hartplatz     | John Isner       | 4:6, 6:4, 7:64 |
| 6.  | 24. Juli 2011    | Atlanta (2)  | Hartplatz     | John Isner       | 3:6, 7:66, 6:2 |

##### Challenger Tour
| Nr. | Datum            | Turnier     | Belag     | Finalgegner     | Ergebnis      |
| --- | ---------------- | ----------- | --------- | --------------- | ------------- |
| 1.  | 18. August 2002  | Bronx       | Hartplatz | Denis Golowanow | 1:6, 6:1, 7:5 |
| 2.  | 27. Oktober 2002 | San Antonio | Hartplatz | Jack Brasington | 6:3, 7:5      |
| 3.  | 9. April 2006    | Tallahassee | Hartplatz | Zack Fleishman  | 7:5, 7:66     |
| 4.  | 11. Juni 2006    | Surbiton    | Rasen     | Wesley Moodie   | 6:2, 7:61     |

#### Finalteilnahmen
| Nr. | Datum            | Turnier                | Belag         | Finalgegner         | Ergebnis                |
| --- | ---------------- | ---------------------- | ------------- | ------------------- | ----------------------- |
| 1.  | 10. März 2003    | Delray Beach           | Hartplatz     | Jan-Michael Gambill | 0:6, 6:75               |
| 2.  | 23. Juni 2003    | Nottingham             | Rasen         | Greg Rusedski       | 3:6, 2:6                |
| 3.  | 18. August 2003  | Cincinnati (1)         | Hartplatz     | Andy Roddick        | 6:4, 6:73, 6:74         |
| 4.  | 16. Februar 2004 | San José (1)           | Hartplatz (i) | Andy Roddick        | 6:713, 4:6              |
| 5.  | 14. Juni 2004    | Halle                  | Rasen         | Roger Federer       | 0:6, 3:6                |
| 6.  | 22. August 2004  | Athen                  | Hartplatz     | Nicolás Massú       | 3:6, 6:3, 6:2, 3:6, 4:6 |
| 7.  | 27. August 2007  | New Haven (1)          | Hartplatz     | James Blake         | 5:7, 4:6                |
| 8.  | 23. März 2008    | Indian Wells           | Hartplatz     | Novak Đoković       | 2:6, 7:5, 3:6           |
| 9.  | 23. August 2008  | New Haven (2)          | Hartplatz     | Marin Čilić         | 4:6, 6:4, 2:6           |
| 10. | 15. Februar 2009 | San José (2)           | Hartplatz (i) | Radek Štěpánek      | 6:3, 4:6, 2:6           |
| 11. | 13. Juni 2010    | Queen’s Club           | Rasen         | Sam Querrey         | 6:73, 5:7               |
| 12. | 22. August 2010  | Cincinnati Masters (2) | Hartplatz     | Roger Federer       | 7:65, 6:71, 4:6         |
| 13. | 31. Juli 2011    | Los Angeles            | Hartplatz     | Ernests Gulbis      | 7:5, 4:6, 4:6           |
| 13. | 14. August 2011  | Montreal               | Hartplatz     | Novak Đoković       | 2:6, 6:3, 4:6           |

### Doppel

#### Turniersiege

##### ATP Tour
| Nr. | Datum            | Turnier          | Belag         | Partner      | Finalgegner                        | Ergebnis          |
| --- | ---------------- | ---------------- | ------------- | ------------ | ---------------------------------- | ----------------- |
| 1.  | 29. April 2002   | Houston (1)      | Sand          | Andy Roddick | Neville Godwin Jan-Michael Gambill | 6:4, 6:4          |
| 2.  | 16. Februar 2004 | San José (1)     | Hartplatz     | James Blake  | Rick Leach Brian MacPhie           | 6:2, 7:5          |
| 3.  | 19. April 2004   | Houston (2)      | Sand          | James Blake  | Rick Leach Brian MacPhie           | 6:3, 6:4          |
| 4.  | 7. Juli 2008     | Newport          | Rasen         | John Isner   | Rohan Bopanna Aisam-ul-Haq Qureshi | 6:4, 7:61         |
| 5.  | 13. Februar 2009 | Memphis          | Hartplatz (i) | Mark Knowles | Travis Parrott Filip Polášek       | 7:6, 6:1          |
| 6.  | 9. März 2009     | Indian Wells     | Hartplatz     | Andy Roddick | Maks Mirny Andy Ram                | 3:6, 6:1, [14:12] |
| 7.  | 15. Februar 2010 | San José (2)     | Hartplatz (i) | Sam Querrey  | Benjamin Becker Leonardo Mayer     | 7:63, 7:5         |
| 8.  | 8. August 2010   | Washington, D.C. | Hartplatz     | Mark Knowles | Tomáš Berdych Radek Štěpánek       | 4:6, 7:67, [10:7] |

##### Challenger Tour
| Nr. | Datum             | Turnier    | Belag     | Partner       | Finalgegner                     | Ergebnis      |
| --- | ----------------- | ---------- | --------- | ------------- | ------------------------------- | ------------- |
| 1.  | 3. Dezember 2000  | Urbana (1) | Hartplatz | Taylor Dent   | Noam Behr Michael Craig Russell | kampflos      |
| 2.  | 7. Oktober 2001   | Tulsa      | Hartplatz | Jeff Morrison | Jeff Coetzee Shaun Rudman       | 6:2, 6:3      |
| 3.  | 18. November 2001 | Knoxville  | Hartplatz | Jeff Morrison | Brandon Coupe Kelly Gullett     | 6:3, 6:0      |
| 4.  | 1. Dezember 2001  | Urbana (2) | Hartplatz | Jeff Morrison | Paul Rosner Gabriel Trifu       | 6:3, 5:7, 6:4 |
| 5.  | 12. Mai 2002      | Birmingham | Sand      | Jeff Morrison | Paul Rosner Glenn Weiner        | 6:4, 7:64     |

#### Finalteilnahmen
| Nr. | Datum            | Turnier          | Belag     | Partner        | Finalgegner                     | Ergebnis         |
| --- | ---------------- | ---------------- | --------- | -------------- | ------------------------------- | ---------------- |
| 1.  | 27. Februar 2006 | Memphis          | Hartplatz | James Blake    | Chris Haggard Ivo Karlović      | 6:0, 5:7, [5:10] |
| 2.  | 15. Mai 2011     | Rom              | Sand      | Andy Roddick   | John Isner Sam Querrey          | walkover         |
| 3.  | 4. August 2013   | Washington, D.C. | Hartplatz | Radek Štěpánek | Julien Benneteau Nenad Zimonjić | 6:75, 5:7        |